# 仁木祥太郎
仁木 祥太郎（にき しょうたろう、1993年 - ）は、日本の男性俳優、声優。大阪府出身。身長165.5cm。テアトル・エコー所属。

## 経歴
新国立劇場演劇研修所（14期生）を経て、2021年より所属テアトル・エコー所属。
音域はD#2 - A#5。

## 出演

### 吹き替え

#### アニメ
- ビーボ
- マイリトルポニー: 新しい世界（サンダー）
- イーハー！きょうりゅうぼくじょう(アイク)

### 朗読劇
- オズマ隊長

### 舞台
- 怪物/The Monster
- 尺には尺を
- マニラ瑞穂記
- ミュージカル「神戸はばたきの坂」（2012年）
- 剣幸シアターコンサート「kohibumi Ⅳ」（2012年）
- 「ジャンヌ・ダルク」（2014年）
- 音楽劇「星の王子さま」（2015年）
- 「sound theater Ⅵ」（2016年）
- 「テンペスト〜はじめて海を泳ぐには〜」（2021年）